# قیام لهستان بزرگ (۱۹۱۹–۱۹۱۸)
قیام لهستان بزرگ (آلمانی: Großpolnischer Aufstand) یا جنگ پوزنانیان (Posnanian War) یک قیام مسلحانه در لهستان بزرگ در برابر آلمان در سالهای ۱۹۱۸ تا ۱۹۱۹بود. این قیام تأثیر قابل توجهی بر معاهده ورسای داشت و به جمهوری دوم لهستان منتهی شد. قبل از دومین تجزیه لهستان در سال ۱۷۹۳ و تصرف شدن توسط پادشاهی پروس این کشور بخشی از اتحاد جمهوری‌های لهستان و لیتوانی بود.

## پیشینه

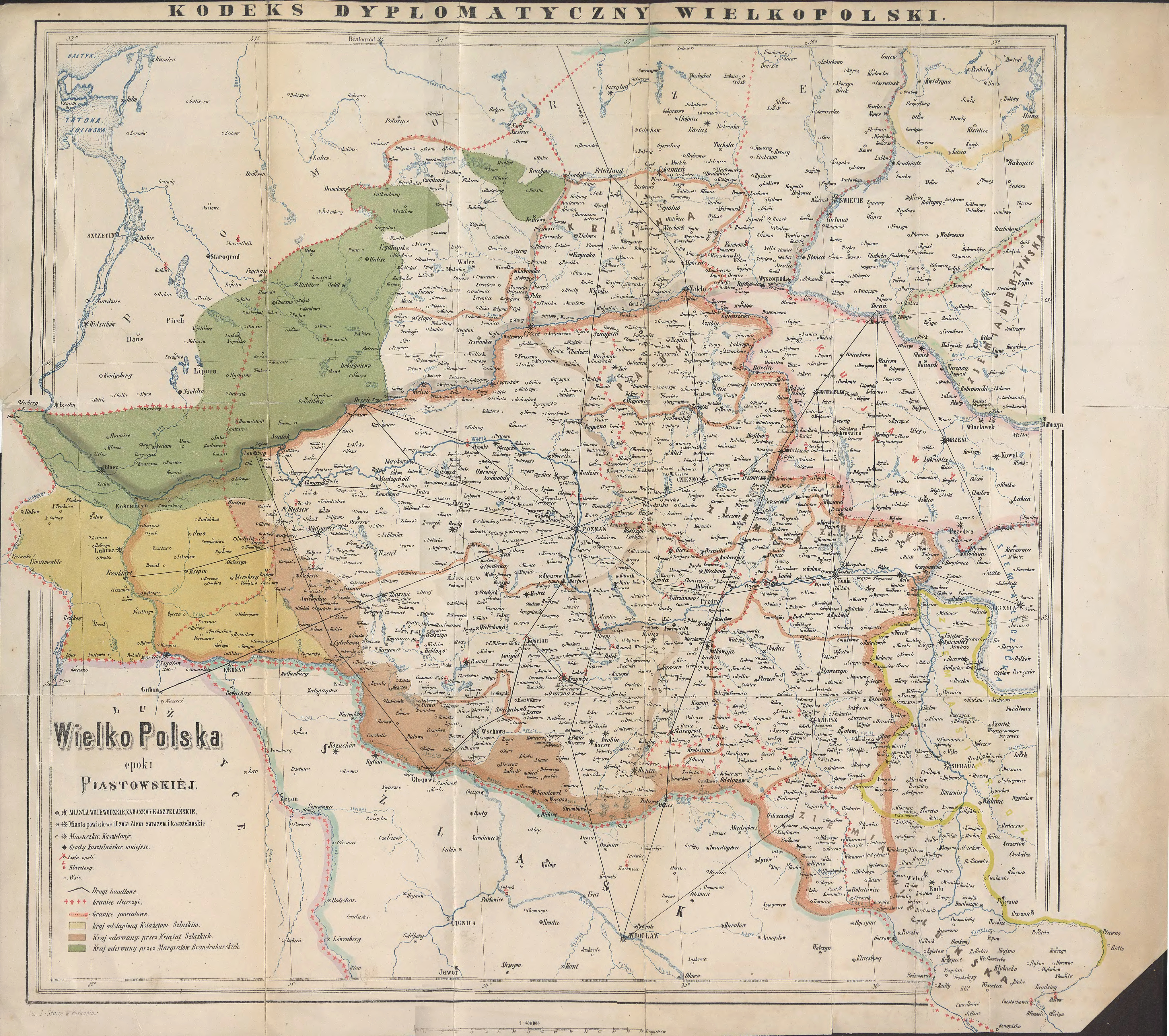
نقشه لهستان بزرگ. مرزها با خط سرخ نشان داده شده‌است

بعد از تجزیه سوم لهستان در سال ۱۷۹۵، این کشور دیگر استقلال نداشت. از سال ۱۷۹۵ تا آغاز جنگ جهانی اول، چندین قیام ناموفق برای دست یابی به استقلال در این کشور صورت گرفته بود. در سال ۱۸۰۶ در لهستان قیامی صورت گرفت که بدنبال آن دوک‌نشین ورشو ایجاد شد این دوک‌نشین هشت سال دوام پیدا کرد ولی مجدداً میان پادشاهی پروس و روسیه تقسیم شد.
لهستان تحت حکومت سرکوبگر آلمان نازی، با تبعیض و ستم مواجه بود. لهستانی‌هایی که در مناطق بیشتری زندگی می‌کردند با مشکل آلمانی شدن و مصادره زمین‌هایشان روبرو بودند. آلمان‌ها می‌خواستند که آنها به استعمار تن بدهند.

## وضعیت در پایان جنگ جهانی اول
در پایان جنگ جهانی اول، طرح چهار ده ماده‌ای وودرو ویلسون و ایده خود مختاری ملی با مخالفت قدرت‌های اروپایی، شامل آلمان و مستعمره آن لهستان قرار گرفت. سیاستمداران آلمانی در ۱۱ نوامبر ۱۹۱۸ مجبور به آتش‌بس شدند. همچنین آلمان با روسیه بلشویکی قرارداد برست لیتوسک را امضا کرده بود تا مشکلات مرزهای شرقی اش را حل کند.
معاهده برست لیتوسک به دولت آینده لهستان توجه نداشت، بنابراین از زمان امضای معاهده تا زمانی که معاهده ورسای در ژانویه سال ۱۹۲۰ به‌طور کامل تصویب شد، بسیاری از مسائل مربوط به قلمرو و حاکمیت این کشور هنوز حل نشده باقی‌مانده بود.

## شروع قیام

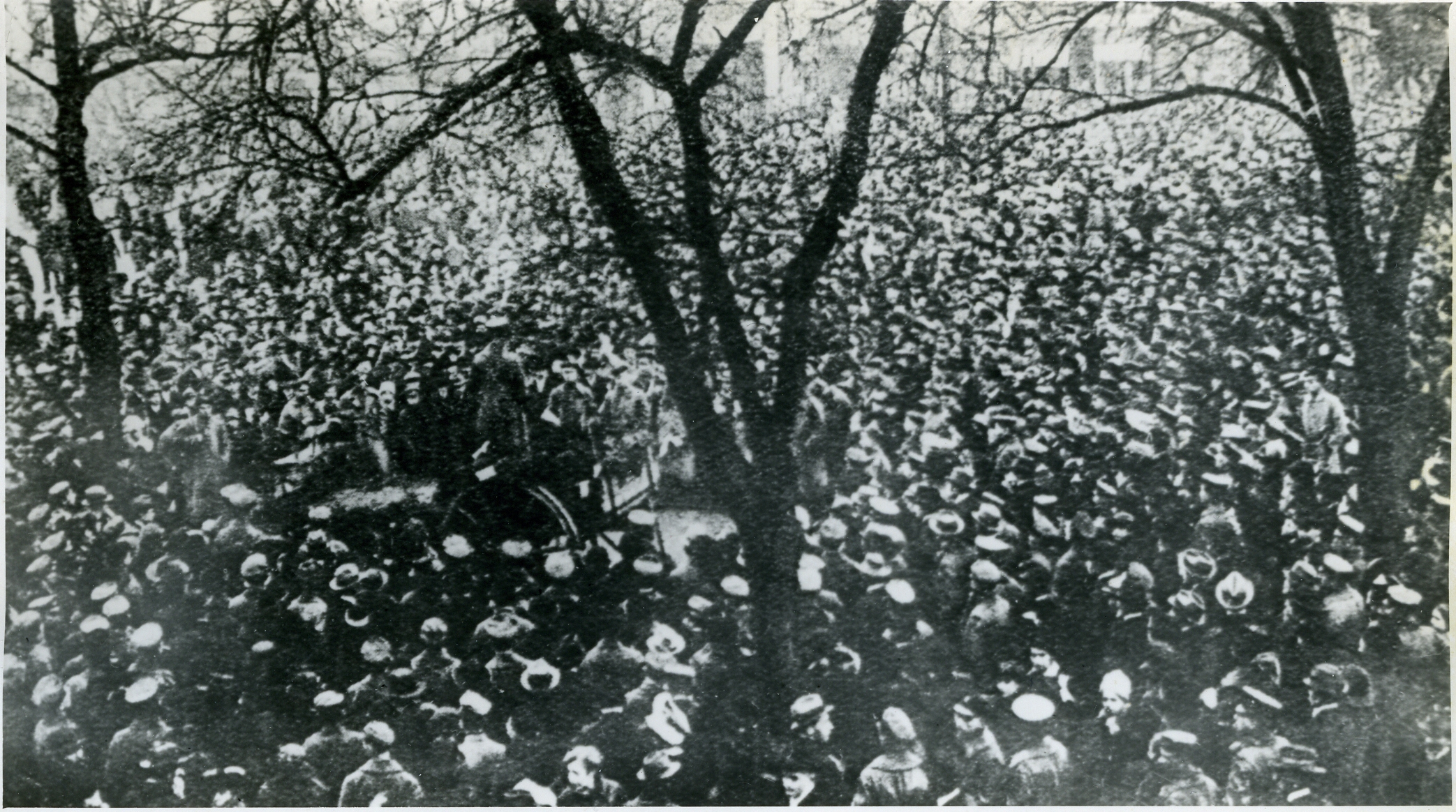
۱۰ نوامبر ۱۹۱۸ تجمع کارگران و سربازان برای انتخاب شورای پوزنان

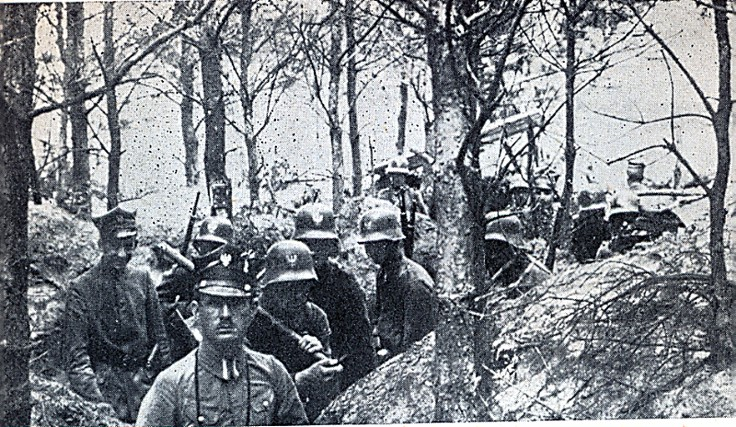
سربازان لهستانی در کانالهای جبهه جنگ علیه المانها. ژانویه ۱۹۱۹

در اواخر سال ۱۹۱۸، وقتی که آلمان‌ها اعلام کردند می‌خواهند امپراتوری شان را با نظام جمهوری وایمار جایگزین کنند لهستانی‌ها با امید به داشتن حکومتی مستقل، برای قیام آماده شدند.
نیروهای شورشی شامل اعضای سازمان نظامی لهستان یک نیروی مسلح بنام گارد شهری را تشکیل دادند و این نیرو بعدها به عنوان گارد خلق تغییر نام داد. گارد خلق شامل بسیاری داوطلب بود که عمدتاً از رزمندگان جنگ جهانی اول بودند. اولین نیرویی که برای رسیدن به هتل «بازار»، از جایی که قیام آغاز شد، حرکت کرد یک نیروی ۱۰۰ نفره از رزمندگان خلق با فرماندهی  آنتونی ویسوکی بود. عمده قوای نیروهای شورشی شورای خلق(Naczelna Rada Ludowa) نام داشت. در ابتدا بعضی از اعضای شورای خلق، از جمله کاپیتان استانیسلاو تاچک و ژوزف داور -موسنیکی، علیه قیام بودند، اما در ۹ ژانویه ۱۹۱۹ به حمایت از قیام تغییر عقیده دادند.
زمان قیام برای رزمندگان شورشی سودمند بود، زیرا جنگ‌های داخلی آلمان در اواخر سال ۱۹۱۸ و اوایل ۱۹۱۹، این کشور را تضعیف کرده بود و بسیاری از سربازان و ملوانان درگیر اقدامات خرابکارانه علیه آلمان بودند. حکومت جدید آلمان، با امضای قرارداد آتش‌بس در ۱۱ نوامبر ۱۹۱۸، خود را در معرض وقوع یک انقلاب می‌دید. تا ۱۵ ژانویه ۱۹۱۹، لهستانی‌ها زمین‌های زیادی را تصرف کردند. رزمندگان شورشی با ارتش منظم آلمان و واحدهای نامنظم آن می‌جنگیدند. این جنگ تا تجدید آتش‌بس در ۱۶ فوریه همین سال ادامه داشت.

## پایان قیام
قیام لهستان بزرگ یکی از موفق‌ترین قیام‌ها در این کشور بحساب می‌آید؛ یکی از این قیام‌ها مربوط به سال ۱۸۰۶ بود که با ورود ارتش ناپلئون به طرف به نفع لهستان در برابر آلمان پروس به پیروزی لهستان منجر شد. بسیاری از شورش‌های دیگر نیز علیه حکومت آلمان در اواخر ۱۹۱۹ آغاز شد و در سال ۱۹۲۱ به پایان رسید.

## تأثیرات قیام

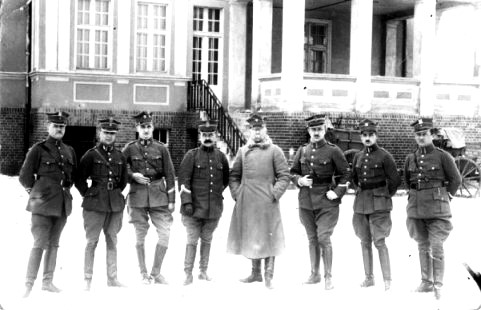
سربازان ارتش لهستان در پاییز ۱۹۱۹

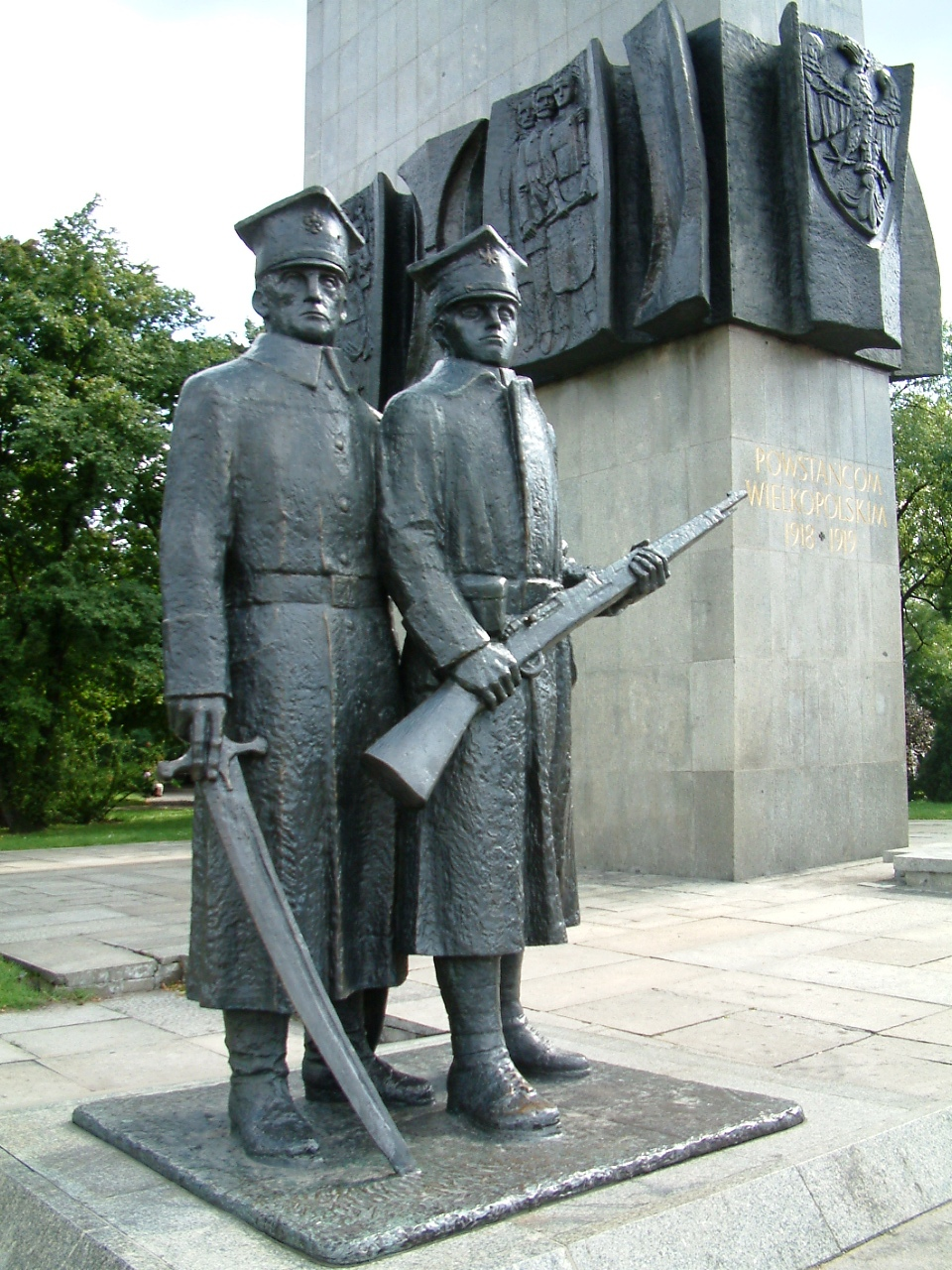
بنای یادبود سربازان لهستانی که در ارتش لهستان بزرگ ۱۹۱۹ جنگیدند

قیام لهستان تأثیر قابل توجهی بر تصمیمات ورسای گذاشت که نه تنها به لهستان مناطق تصرف شده توسط شورشیان را اعطا کرد، بلکه سرزمین‌های حد فاصل که همچنان بخشی از امپراتوری لهستان و لیتوانی قبل از اولین تجزیه لهستان در سال ۱۷۷۲ بود و این کشور را به دریای بالتیک وصل می‌کرد را نیز به آنها بخشید. بعضی از شهرهای بزرگ شامل بیدگوشچ (به آلمانی: Bromberg)، لسنو (لیسا) و همچنین رووچ (رووشیچ) را می‌توان از جمله این مناطق برشمرد. شورش‌هایی که توسط اقلیت‌های آلمانی آغاز شده بود، بعداً بر تصمیم‌گیری‌های ساکنان این مناطق تأثیر گذاشت، ساکنان این مناطق مجاز بودند تصمیم بگیرند که می‌خواهند بخشی از لهستان یا آلمان باشند.